# Định tuổi bằng đồng vị phóng xạ
Định tuổi bằng đồng vị phóng xạ hay xác định niên đại bằng đồng vị phóng xạ là một kỹ thuật xác định tuổi của vật liệu, dựa trên sự so sánh giữa lượng các đồng vị liên quan đến quá trình phân rã phóng xạ của một hay vài đồng vị phóng xạ đặc trưng có trong mẫu thử đó. Quá trình phân rã phóng xạ diễn ra với tốc độ phân rã cố định, còn các sản phẩm phân rã thì được chốt lại trong vật liệu mẫu kể từ khi nó được hóa rắn. Kết quả tuổi cho ra là tuổi tuyệt đối . Đây là nguồn thông tin quan trọng trong việc định tuổi chính xác các đá và các yếu tố địa chất khác bao gồm cả tuổi của Trái Đất, và có thể được sử dụng để định tuổi các vật liệu tự nhiên và nhân tạo.
Cùng với các nguyên tắc của địa tầng học, các phương pháp định tuổi bằng phóng xạ được sử dụng để thiết lập niên đại địa chất. Các kỹ thuật được biết đến nhiều nhất như định tuổi bằng cacbon-14, định tuổi bằng kali - argon và định tuổi bằng urani - chì. Bên cạnh việc thiết lập niên đại địa chất, nó còn cung cấp thông tin về tuổi của hóa thạch và suy ra sự thay đổi tốc độ tiến hóa. Định tuổi bằng đồng vị phóng xạ cũng được sử dụng để xác định tuổi của các vật liệu khảo cổ bao gồm cả các đồ tạo tác cổ.
Các phương pháp định tuổi khác nhau cho giá trị khác nhau có độ chính xác khác nhau tùy thuộc vào loại vật liệu được đo đạc.

## Các nguyên tắc cơ bản

### Phân rã phóng xạ

Ví dụ về chuỗi phân rã phóng xạ từ chì-212 (^{212}Pb) thành chì-208 (^{208}Pb). Các đồng vị phóng xạ mẹ phân rã một cách tự nhiên thành các đồng vị phóng xạ con (sản phẩm phân rã phóng xạ) được tạo thành bởi phân rã α hoặc phân rã β^{−}. Sản phẩm phân rã cuối cùng, chì-208 (^{208}Pb), là một đồng vị ổn định và không có khả năng phân rã phóng xạ tự nhiên.

Tất cả các vật chất thông thường được cấu tạo bởi sự liên kết của các nguyên tố hóa học, mỗi nguyên tố có một số nguyên tử đặc trưng cho số proton trong hạt nhân nguyên tử. Thêm vào đó, các nguyên tố có thể tồn tại ở một vài dạng đồng vị, mỗi đồng vị khác nhau về số lượng neutron trong hạt nhân. Ngoài các đồng vị thường các nguyên tố còn có các đồng vị phóng xạ.
Các đồng vị phóng xạ là đồng vị không ổn định. Theo thời gian nguyên tử của các đồng vị phóng xạ này sẽ biến đổi thành một đồng vị khác. Sự biến đổi này có thể diễn ra với nhiều các khác nhau như phân rã phóng xạ, hoặc là phát ra các hạt (thường là các điện tử (phân rã beta), positron hoặc hạt alpha) hoặc bằng sự phân hạch tự nhiên, và hấp thu điện tử.

## Các phương pháp định tuổi hiện đại

### Phương pháp đồng vị clo-36
Một lượng lớn 36Cl phóng xạ, có thời gian bán rã ~ 300 ngàn năm, được tạo ra do quá trình chiếu xạ nước biển khi phát nổ vũ khí hạt nhân trong khí quyển từ năm 1952 đến 1958. Thời gian tồn tại của 36Cl trong khí quyển là khoảng 1 tuần. Do đó, với tư cách là một điểm đánh dấu sự kiện của nước trong đất và nước ngầm từ những năm 1950, 36Cl cũng hữu ích cho việc xác định niên đại của các vùng nước ít hơn 50 năm trước hiện tại, và trong các lĩnh vực khác của khoa học địa chất, bao gồm cả xác định niên đại băng và trầm tích trẻ.

### Phương pháp kích thích phát quang
- Phát sáng kích thích quang học

## Chỉ dẫn
1. ↑  Tuổi tuyệt đối là tuổi tính theo năm thiên văn hiện nay. Vì trong xa xưa Trái Đất quay nhanh hơn, nên năm thiên văn ngắn hơn hiện nay